# Bela Crkva (Krupanj)
Bela Crkva (em cirílico: Бела Црква) é uma vila da Sérvia localizada no município de Krupanj, pertencente ao distrito de Mačva, na região de Rađevina. A sua população era de 664 habitantes segundo o censo de 2011.

## Demografia
| 1948  | 1953  | 1961 | 1971 | 1981 | 1991 | 2002 | 2011 |
| ----- | ----- | ---- | ---- | ---- | ---- | ---- | ---- |
| 1 053 | 1 080 | 998  | 926  | 888  | 866  | 755  | 664  |